# Ena Gregory
Ena Gregory (Sydney, 18 aprile 1906 – Laguna Beach, 13 giugno 1993) è stata un'attrice australiana che lavorò a Hollywood all'epoca del cinema muto.

## Biografia
Seducente bionda, fu protagonista delle comiche di Hal Roach, dove appare come partner di Stan Laurel e Charley Chase. Alla fine degli anni venti, partecipò a diversi western usando il nome di Marion Douglas. Nel 1925, fu una delle vincitrici del concorso WAMPAS Baby Stars, che premiava le giovani attrici più promettenti dell'anno.
Il suo primo marito fu il regista Albert S. Rogell. Il 5 novembre 1937 sposò in seconde nozze il dottor Frank G. Nolan da cui divorziò nel 1939.

## Riconoscimenti
- WAMPAS Baby Stars 1925

## Filmografia
- The Bull Thrower, regia di J.A. Howe - cortometraggio (1920)
- Lion's Jaws and Kitten's Paws, regia di William H. Watson - cortometraggio (1920)
- Up in Mary's Attic, regia di William Watson (come William H. Watson) (1920)
- Won: One Flivver  - cortometraggio
- The Whizbang, regia di Fred C. Fishback - cortometraggio (1921)
- Short Skirts, regia di Harry B. Harris (1921)
- A Dark Horse, regia di Jess Robbins - cortometraggio (1922)
- A Hero at Zero - cortometraggio (1922)
- Defying the Law, regia di Robert J. Horner (1922)
- Live Wires, regia di Alf Goulding - cortometraggio (1922)
- Apartment Wanted, regia di Alf Goulding (1922)
- Some Family, regia di Arvid E. Gillstrom - cortometraggio (1922)
- The Fresh Kid, regia di Norman Taurog - cortometraggio (1922)
- Pure But Simple, regia di Bruce Mitchell - cortometraggio (1922)
- A Small Town Derby, regia di Albert Herman - cortometraggio (1922)
- Hello, Judge, regia di Arvid E. Gillstrom e Fred Hibbard - cortometraggio (1922)
- Sting 'Em Sweet, regia di Herman C. Raymaker - cortometraggio (1923)
- Oil's Well, regia di Mark Goldaine - cortometraggio (1923)
- The Devil's Dooryard, regia di Lewis King (Louis King) (1923)
- Hangin' Around, regia di Ben F. Wilson - cortometraggio (1923)
- Please Arrest Me - cortometraggio (1923)
- The Law Rustlers, regia di Lewis King (Louis King) (1923)
- The Smile Wins, regia di George Jeske - cortometraggio (1923)
- Love's Handicap - cortometraggio (1923)
- Carmen, Jr., regia di Alfred J. Goulding - cortometraggio (1923)
- Paging Love, regia di Herman C. Raymaker - cortometraggio (1923)
- In the Palace of the King, regia di Emmett J. Flynn (1923)
- Frozen Hearts, regia di J.A. Howe - cortometraggio (1923)
- The Soilers, regia di Ralph Ceder - cortometraggio (1923)
- Uncensored Movies, regia di Roy Clements - cortometraggio (1923)
- Mother's Joy, regia di Ralph Ceder (come Ralph Cedar) - cortometraggio (1923)
- Prepared to Die, regia di William Hughes Curran - cortometraggio (1923)
- Smithy, regia di George Jeske e Hal Roach - cortometraggio (1924)
- Postage Due, regia di George Jeske - cortometraggio (1924)
- Zeb vs. Paprika, regia di Ralph Ceder - cortometraggio (1924)
- Wedding Bells - cortometraggio (1924)
- Pay or Move, regia di Harry Edwards (come Harry J. Edwards) - cortometraggio (1924)
- Brothers Under the Chin, regia di Ralph Ceder - cortometraggio (1924)
- Near Dublin, regia di Ralph Ceder - cortometraggio (1924)
- Before Taking, regia di Ralph Ceder - cortometraggio (1924)
- Rupert of Hee Haw, regia di Scott Pembroke - cortometraggio (1924)
- Wide Open Spaces, regia di George Jeske - cortometraggio (1924)
- Jeffries Jr., regia di Leo McCarey - cortometraggio (1924)
- The Golf Bug, regia di Herman C. Raymaker - cortometraggio (1924)
- A Ten-Minute Egg, regia di Leo McCarey - cortometraggio (1924)
- Seeing Nellie Home, regia di Leo McCarey - cortometraggio (1924)
- Short Kilts, regia di George Jeske - cortometraggio (1924)
- Should Landlords Live?, regia di Nicholas T. Barrows (come Nick Barrows) , James D. Davis - cortometraggio (1924)
- Gee Whiz, Genevieve, regia di J.A. Howe - cortometraggio (1924)
- The Man from Broadway (1924)
- Hot Heels, regia di George Jeske - cortometraggio (1924)
- Accidental Accidents, regia di Leo McCarey - cortometraggio (1924)
- Folly of Vanity, regia di Maurice Elvey e Henry Otto (1924)
- Riders of the Kitchen Range, regia di Tay Garnett, George Jeske - cortometraggio (1925)
- Cold Nerve, regia di J.P. McGowan (1925)
- The Desert Flower, regia di Irving Cummings (1925)
- The Calgary Stampede, regia di Herbert Blaché (1925)
- Sporting Life, regia di Maurice Tourneur (1925)
- The Better Man, regia di Scott R. Dunlap (1926)
- Doubling with Danger, regia di Scott R. Dunlap (1926)
- Red Hot Leather, regia di Albert S. Rogell (come Al Rogell) (1926)
- Masked Mamas, regia di Del Lord - cortometraggio (1926)
- One Man Trail (1926)
- Rough and Ready, regia di Albert S. Rogell (come Albert Rogell) (1927)
- Be My Wife, regia di Francis Corby - cortometraggio (1927)
- Giorni di fuoco (Blazing Days), regia di William Wyler (1927)
- Down the Stretch, regia di King Baggot (1927)
- Grinning Guns, regia di Albert S. Rogell (1927)
- The Western Rover, regia di Albert Rogell (1927)
- Men of Daring, regia di Albert S. Rogell (1927)
- Romantic Rogue, regia di Harry Joe Brown (come Harry J. Brown) (1927)
- The Rose of Kildare, regia di Dallas M. Fitzgerald (1927)
- Il cantante di jazz (The Jazz Singer), regia di Alan Crosland (1927)
- The Shepherd of the Hills, regia di Albert Rogell (Albert S. Rogell) (1928)
- The Wagon Show, regia di Harry Joe Brown (come Harry J. Brown) (1928)
- The Devil's Trademark, regia di James Leo Meehan (come Leo Meehan) (1928)
- The Upland Rider, regia di Albert S. Rogell (come Albert Rogell) (1928)
- Imputata alzatevi! (The Power of Silence), regia di Wallace Worsley (1928)
- Malandrino galante (The Bushranger), regia di Chester Withey (come Chet Withey) (1928)
- Il supplizio del fuoco (Sioux Blood), regia di John Waters (1929)
- Twisted Tales, regia di Wallace Fox - cortometraggio (1931)
- Three Wise Clucks, regia di Wallace Fox - cortometraggio (1931)
- Aloha, regia di Albert S. Rogell (1931)
- Beach Pajamas, regia di William Goodrich (Roscoe 'Fatty' Arbuckle) - cortometraggio (1931)